# Alt Estat Major
El Alt Estat Major (AEM) va ser un òrgan superior de les Forces Armades Espanyoles que va funcionar entre 1939 i 1980, durant la dictadura franquista i la transició. Tenia al seu càrrec les funcions de coordinació entre els estats majors de les tres exèrcits (Armada, Exèrcit de Terra i Exèrcit de l'Aire).

## Història
L'AEM va ser creat el 30 d'agost de 1939 amb l'objectiu de tenir un "òrgan de coordinació, estudi i informació, que facilités al comandament suprem els elements de judici convenients per a l'orientació dels seus designis". D'aquesta manera queda constituït l'Alt Estat Major amb les següents comeses:
- Sotmetre a l'autoritat estudis i propostes per a l'ordenació de les energies nacionals perquè en cas de guerra quedessin assegurades en la seva màxima mesura la seva evolució i funcionament en règim autàrquic.
- Preparar l'estudi de les resolucions que procedeixin amb vista a la ponderació de mitjans orgànics entre els exèrcits de terra, d'aire i l'armada.
- Estudiar i proposar les línies generals de les organitzacions permanents que hagin de constituir bases d'operacions combinades de les anteriorment nomenades forces.
- Estudiar i proposar directives i plans per a la seva acció conjunta en cas de guerra.
- Facilitar al comandament suprem la informació necessària per a l'apreciació del potencial militar i econòmic d'altres països.

Per a això va ser necessari d'una banda el nomenament d'un General-Cap que seria membre i secretari de la Junta de Defensa Nacional, i d'altra banda la creació d'una secretaria i tres seccions: una militar, una altra econòmica i una d'informació.
El 5 de febrer de 1944 es va plantejar la necessitat d'actuació contra els serveis d'intel·ligència estrangers dins d'Espanya. Per això va començar a funcionar una nova agència d'intel·ligència militar, la denominada "Tercera Secció d'Informació de l'Alt Estat Major". No obstant això, a causa de problemes de coordinació entre els diferents mecanismes de contraespionatge de l'època es decideix el 1945 fer un repartiment de competències: l'Alt Estat Major s'encarregaria de l'espionatge i contraespionatge de caràcter militar tant dins com fos del país, el Ministeri de Governació s'encarregaria de la seguretat interna del país, i la resta de ministeris cercarien la informació general segons les seves necessitats.
Després de la mort de Franco es va reorganitzar l'estructura administrativa de les Forces Armades. El AEM va desaparèixer en 1980 en assumir totes les seves funcions la Junta de Caps d'Estat Major (JUJEM), que fou succeïda en 1984 per l'Estat Major de la Defensa (EMAD).

## Caps de l'Alt Estat Major
| Graduació                | Nom                               | Nomenament             | Cessament/defunció     | Notes |
| ------------------------ | --------------------------------- | ---------------------- | ---------------------- | --- |
| General de Brigada       | Juan Vigón Suero-Díaz (1r cop)    | 30 d'agost de 1939     | 27 de juny de 1940     | Ministre de l'Aire (1940-1945) |
| General de Divisió       | Francisco Martín Moreno           | 30 de juliol de 1940   | † 23 d'abril de 1941   | |
| Tinent General           | Fidel Dávila Arrondo              | 5 de maig de 1941      | 20 de juliol de 1945   | - President de la Junta Tècnica de l'Estat (1936-1937) - Ministre de Defensa Nacional (1938-1939) - Ministre de l'Exèrcit (1945-1951) |
| Tinent General           | Luis Orgaz Yoldi                  | 19 d'octubre de 1945   | † 31 de gener de 1946  | |
| Tinent General           | Juan Vigón Suero-Díaz (2a vegada) | 15 de febrer de 1946   | † 25 de maig de 1955   | Ministre de l'Aire (1940-1945) |
| Tinent General           | Carlos Asensio Cabanillas         | 3 de juny de 1955      | 6 de juny de 1958      | Ministre de l'Exèrcit (1942-1945) |
| Capità General           | Agustín Muñoz Grandes             | 6 de juny de 1958      | † 11 de juliol de 1970 | - Ministre de l'Exèrcit (1951-1957) - Vicepresident del Govern (1962-1967)                                                            |
| Tinent General           | Manuel Díez-Alegría Gutiérrez     | 23 de juliol de 1970   | 14 de juny de 1974     | |
| Tinent General           | Carlos Fernández Vallespín        | 15 de juny de 1974     | † 28 d'abril de 1977   | I President de la Junta de Caps d'Estat Major.                                                                                        |
| Tinent General de l'Aire | Felipe Galarza Sánchez            | 23 de juliol de 1977   | 12 de setembre de 1978 | President de la Junta de Caps d'Estat Major.                                                                                          |
| Tinent General de l'Aire | Ignacio Alfaro Arregui            | 12 de setembre de 1978 | 19 de maig de 1980     | President de la Junta de Caps d'Estat Major.                                                                                          |